# Abarca de Campos

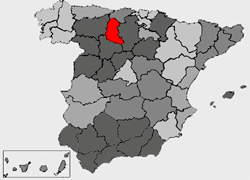
Localização de Abarca de Campos.

Abarca de Campos é um município da Espanha na província de Palência, comunidade autónoma de Castela e Leão, de área 11,53 km² com população de 47 habitantes (2004) e densidade populacional de 4,08 hab/km².

## Demografia
| Variação demográfica do município entre 1991 e 2004 | Variação demográfica do município entre 1991 e 2004 | Variação demográfica do município entre 1991 e 2004 | Variação demográfica do município entre 1991 e 2004 |
| --------------------------------------------------- | --------------------------------------------------- | --------------------------------------------------- | --------------------------------------------------- |
| 1991                                                | 1996                                                | 2001                                                | 2004                                                |
| 44                                                  | 51                                                  | 47                                                  | 47                                                  |